# Burg Rotenberg (Birnbach)
Die abgegangene Burg Rotenberg, früher auch als Rothenberg oder Rothenbergham bezeichnet, lag in der Gemeinde Bad Birnbach im Landkreis Rottal-Inn von Bayern. Dem Burgstall Alteck bei Birnbach konnte bis 2011 kein offizieller Burgname zugewiesen werden, erst dann kam die Zuordnung zu Rotenberg. Aus diesem Grund ist die ehemalige Burganlage unter dem Namen Alteck in zahlreichen Publikationen zu finden. Die Anlage wird als Bodendenkmal unter der Aktennummer D-2-7544-0009 im Bayernatlas als „Burgstall des hohen Mittelalters („Alteck“)“ geführt.

## Geschichte
Seit dem 12. Jahrhundert sind hier Adelige nachweisbar, die sich nach Rotenberg nannten. Im Jahre 1222 verstarb mit Walchun II. von Rothenberg, welcher aus dem Geschlecht derer von Chambe entstammte. Als Erben traten seine beiden Neffen die Grafen Alram und Albert von Hals auf. Allerdings erhob auch Pfalzgraf Rapoto II. Ansprüche. Es brach somit ein Streit unter allen Erbbeteiligten aus. Der Streit wurde unter Vermittlung von Herzog Ludwig I. beigelegt. Wie es scheint kam Rothenberg an den Pfalzgrafen, wobei die Grafen von Hals dennoch beteiligt wurden. 1241 wird die Burganlage im Besitz seines Sohnes Pfalzgraf Rapoto III. erwähnt, als er Weingüter an Passau zurückgab. Die Burg blieb bis 1248 im Besitz der Ortenburger. Im Anschluss veräußerte der Schwiegersohn Hartmann I. von Werdenberg, der die Erbtochter Rapotos III. geehelicht hatte, 1260 die Burg an Herzog Heinrich von Niederbayern. Dieser gab die Güter 1262 an Passau zurück, behielt jedoch die Vogteirechte.
1371 erscheint als Inhaber der Feste Rotenberg ein Peter Tuschl. Vielleicht war dieser ein Ortenburgischer Ministeriale. Seit dem ausgehenden 14. Jahrhundert sind die Rottauer hier nachgewiesen, die sich auch Rottauer von Bergham nennen. Vermutlich sind sie auf dem Erbweg, sie waren mit den Tuschl verwandt, an Rotenberg gekommen. Der Besitz ging dann durch Erbschaft und Heirat an die Pieznauer und von diesen an die Nussdorfer über, die letztmals 1558 hier nachzuweisen sind. Ihnen folgte Hans Offenhaimer nach, danach die Herren von Schwapbach. Die Freiherrn von Astenhaim und die Freiherrn von Ginsheim auf Schwindach waren die nächsten Besitzer.

## Burg Rotenberg heute
Lange Zeit wurde angenommen, dass die Burganlage identisch mit Bergham in der Gemeinde Haarbach ist. Inzwischen konnte der Burgstall Alteck bei Bad Birnbach als der einstige Standort identifiziert werden. Sie lag in direkter Nähe zur Burg Neudeck, welche wahrscheinlich als Konkurrenzanlage zu Rotenberg gedacht war. Die Feste ist 1648 von den Schweden zerstört worden.